# خانه امامزاده‌ای
خانه امامزاده ایی مربوط به دوره قاجار است و در یزد، محله مصلی عتیق، نزدیک بلوار امام زاده جعفر واقع شده و این اثر در تاریخ ۱۷ خرداد ۱۳۷۸ با شمارهٔ ثبت ۲۳۴۶ به‌عنوان یکی از آثار ملی ایران به ثبت رسیده است.